# Segorbe
Segorbe település Spanyolországban, Castellón tartományban. Segorbe a valenciai város spanyol és a hivatalos neve, katalánul: Sogorb és aragóniai nyelven (nyelvjárásban) Segorb. Segorbe Altura, Castellnovo, Geldo, Jérica, Navajas, Soneja, Sot de Ferrer, Vall de Almonacid, Alfara de la Baronia, Algar de Palancia, Algimia de Alfara, Serra, Torres Torres és Gátova községekkel határos. Lakosainak száma 9640 fő (2024).

## Népesség
A település népessége az elmúlt években az alábbi módon változott:
| Lakosok száma | 7946 | 8299 | 8730 | 9244 | 9326 | 9233 | 9005 | 8978 | 9139 | 9640 |
|               | 2001 | 2004 | 2006 | 2009 | 2011 | 2014 | 2016 | 2019 | 2021 | 2024 |